# Santana (Nisa)
Santana é uma freguesia portuguesa do município de Nisa, na região do Alentejo, com 27,28 km² de área e 277 habitantes (censo de 2021). A sua densidade populacional é 10,2 hab./km². 
Em 2021 foi a freguesia com maior percentagem de idosos em Portugal (74,7% tinha pelo menos 65 anos de idade).

## História
A freguesia de Santana foi criada pelo decreto-lei nº 42.087, de 05/01/1959, com lugares da freguesia de São Simão.

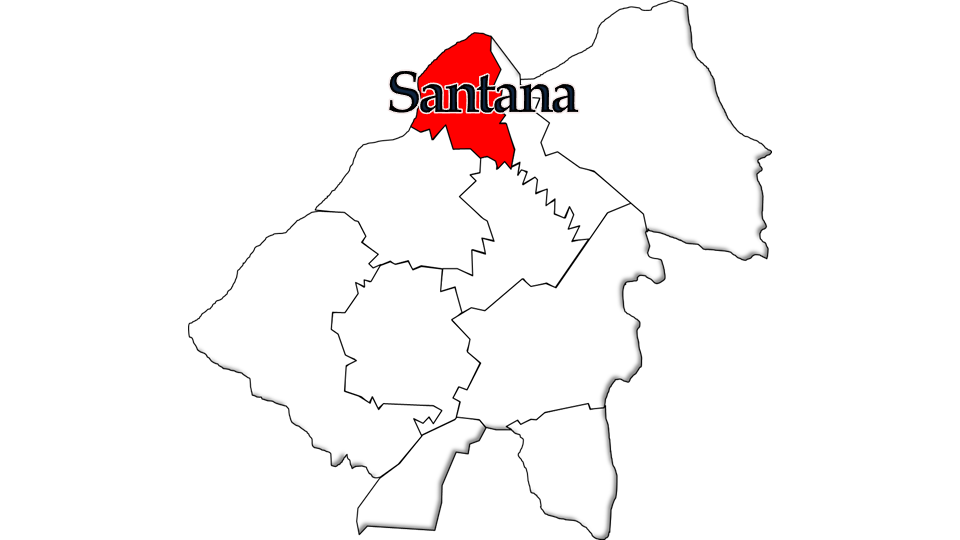
Localização no Concelho de Nisa

## Demografia
A população registada nos censos foi:
| Ano  | 0-14 Anos | 15-24 Anos | 25-64 Anos | > 65 Anos |
| 2001 | 12        | 36         | 187        | 210       |
| 2011 | 12        | 12         | 134        | 246       |
| 2021 | 1         | 8          | 61         | 207       |

## Património
- Área arqueológica do Conhal